# 1997 v športu
1997 v športu.

## Avto - moto šport
- Formula 1: Jacques Villeneuve, Williams – Renault, osvoji svoj prvi in edini naslov s sedmimi zmagami in 81 točkami,   konstruktorski naslov je šel prav tako v roke moštvu Williams – Renault z 123 točkami
- 500 milj Indianapolisa: slavil je Arie Luyendyk, Nizozemska, z bolidom G Force/Aurora, za moštvo Treadway Racing[1]

## Kolesarstvo
- Tour de France 1997: Jan Ullrich, Nemčija
- Giro d'Italia: Ivan Gotti, Italija

## Košarka
- Pokal evropskih prvakov: Olympiacos Pirej
- NBA: Chicago Bulls slavijo s 4 proti 2 v zmagah nad Utah Jazz, MVP finale je Michael Jordan[2]
- EP 1997: 1. ZR Jugoslavija, 2. Italija, 3. Rusija[3]

## Nogomet
- Liga prvakov: Borussia Dortmund slavi nad Juventusom s 3–1[4]

## Rokomet
- Liga prvakov: španska Barcelona s 61-45 premagala hrvaški Zagreb v dveh tekmah (31-22 in 23-30)[5]
- Liga prvakinj: španska Valencia je s 58-50 premagala danski Viborg v dveh finalnih tekmah (35-26 in 24-23)[6]

## Smučanje
- Alpsko smučanje: 
  - Svetovni pokal v alpskem smučanju, 1997
    - Moški:[7] Luc Alphand, Francija
    - Ženske:[8] Pernilla Wiberg, Švedska

  - Svetovno prvenstvo v alpskem smučanju 1997:
  - Moški: 
    - Slalom: Tom Stiansen, Norveška
    - Veleslalom: Michael von Grünigen, Švica
    - Superveleslalom: Atle Skårdal, Norveška
    - Smuk: Bruno Kernen, Švica
    - Kombinacija: Kjetil André Aamodt, Norveška

  - Ženske: 
    - Slalom: Deborah Compagnoni, Italija
    - Veleslalom: Deborah Compagnoni, Italija
    - Superveleslalom: Isolde Kostner, Italija
    - Smuk: Hilary Lindh, ZDA
    - Kombinacija: Renate Götschl, Avstrija
- Nordijsko smučanje:

- Svetovni pokal v smučarskih skokih 1997
  - Moški:[9] 1. Primož Peterka, Slovenija, 2. Dieter Thoma, Nemčija, 3. Kazujoši Funaki, Japonska
  - Pokal narodov: 1. Japonska, 2. Norveška. 3. Finska

## Tenis
- Turnirji Grand Slam za moške:
  - 1. Odprto prvenstvo Avstralije: Pete Sampras, ZDA[10]
  - 2. Odprto prvenstvo Francije:  Gustavo Kuerten, Brazilija
  - 3. Odprto prvenstvo Anglije – Wimbledon: Pete Sampras, ZDA[11]
  - 4. Odprto prvenstvo ZDA: Patrick Rafter, Avstralija
- Turnirji Grand Slam za ženske:
  - 1. Odprto prvenstvo Avstralije: Martina Hingis, Švica[12]
  - 2. Odprto prvenstvo Francije: Iva Majoli, Hrvaška
  - 3. Odprto prvenstvo Anglije – Wimbledon: Martina Hingis, Švica[13]
  - 4. Odprto prvenstvo ZDA: Martina Hingis, Švica
- Davisov pokal: Švedska slavi s 5-0 nad ZDA[14]

## Hokej na ledu
- NHL – Stanleyjev pokal: Detroit Red Wings slavijo s 4 prot 0 v zmagah  nad Philadelphia Flyers
- SP 1997: 1. Kanada, 2. Švedska. 3. Češka[15]

## Rojstva
- 15. februar: Tjaša Pintar, slovenska plavalka
- 17. april: Tilen Bartol, slovenski smučarski skakalec
- 10. maj: Urška Poje, slovenska biatlonka
- 12. junij: Blaž Mesiček, slovenski košarkar
- 17. junij: Julija Sršen, slovenska smučarska skakalka
- 18. julij: Chiara Hölzl, avstrijska smučarska skakalka
- 30. september: Max Verstappen, nizozemski dirkač
- 22. oktober: Žiga Jelar, slovenski smučarski skakalec
- 31. oktober: Marcus Rashford, angleški nogometaš
- 5. november: Tjaša Stanko, slovenska rokometašica

## Smrti
- 21. januar: Gunnar Galin, švedski hokejist, (* 1902)
- 7. februar: Rösli Streiff, švicarska alpska smučarka, (* 1901)
- ? marec: Walter Leinweber, nemški hokejist, (* 1907)
- 1. marec: Václav Roziňák, češki hokejist, (* 1922)
- 10. april: Gösta Johansson, švedski hokejist, (* 1929)
- 17. maj: Mihail Bičkov, ruski hokejist, (* 1926)
- 19. maj: Troy Ruttman, ameriški dirkač, (* 1930)
- 16. junij: Inge Wersin-Lantschner, avstrijska alpska smučarka (* 1905)
- 24. avgust: Luigi Villoresi, italijanski dirkač Formule 1, (* 1909)
- 8. oktober: Ferdinando Barbieri, italijanski dirkač, (* 1907)
- 11. november: Rod Milburn, ameriški atlet, (* 1950)
- 13. november: Lucienne Schmith-Couttet, francoska alpska smučarka, (* 1926)
- 13. december: Harry Glaß, nemški smučarski skakalec, (* 1930)
- 21. december: Igor Dimitrijev, ruski hokejist in trener, (* 1941)